# Luci Antisti Rústic
Luci Antisti Rústic (en llatí Lucius Antistius Rusticus) (circa 48 - 93) va ser un senador romà actiu l'últim terç del segle I. Va ser cònsol sufecte els mesos de març i abril de l'any 90, amb Luci Juli Servili Urs Servià com a col·lega.
Rústic havia nascut a Corduba. Segurament era descendent d'un membre de la gens Antístia instal·lat allà. El seu primer càrrec va ser una magistratura menor, decemvir stlitibus iudicandis, que determinava l'estatus de les persones. Després va ser un dels Vigintiviri. L'Any dels quatre emperadors, el 69, era tribú militar de la Legio II Augusta, on sembla que va tenir un paper important en el pas de les legions de Britànnia al costat de Vespasià, segurament pel seu càrrec al Senat amb rang pretorià. Després va ser curator de les Vies Aurèlia i Cornèlia i més endavant va comandar la Legio VIII Augusta estacionada a Argentoratum (actual Estrasburg) a la Germània Superior.
Els anys 83 i 84 Antisti Rústic va ser nomenat governador proconsular de la Bètica. Aquest càrrec va ser seguit d'un mandat com a prefecte de l'Erari al Temple de Saturn de Roma de l'any 87 al 89. Després de ser cònsol l'any 90, Antisti Rústic va ser governador de les províncies de Capadòcia i Galàcia els anys 92 i 93. Va morir mentre encara era governador, probablement l'any 93. El seu successor, Tit Pomponi Bas, tenia el càrrec l'any 94, i mantenia el càrrec de cònsol sufecte aquell mateix any en absència.